# Stigmella celtifoliella
Stigmella celtifoliella (лат.) — вид молей-малюток рода Stigmella (Nepticulinae) из семейства Nepticulidae.
Эндемик Южной Африки: ЮАР (Transvaal, Pretoria, Zoutpansberg). Гусеницы питаются растениями вида Celtis africana (семейство Ulmaceae), минируют верхнюю поверхность листьев. St. celtifoliella близок к виду Stigmella platyzona, отличаясь от него деталями строения гениталий. Взрослые бабочки летают  в январе и апреле. Вид был описан южноафриканским энтомологом Л. Вари (Dr L. Vari; Transvaal Museum, ЮАР).
В апикальной части передних крыльев развиты две жилки: R4+5 и M.